# الكسندر هاميلتون
الكسندر هاميلتون (بالإنجليزية: Alexander Hamilton)‏ هو محامي وسياسي أمريكي، ولد في 18 مارس 1851 في مقاطعة فانس في الولايات المتحدة، وتوفي في 4 فبراير 1916 في بطرسبرغ في الولايات المتحدة.

## وصلات خارجية
1. ↑   https://books.google.com/?id=wW9GAQAAMAAJ&pg=PA400. {{استشهاد ويب}}: |url= بحاجة لعنوان (مساعدة) والوسيط |title= غير موجود أو فارغ (من ويكي بيانات) (مساعدة)
2. 1 2  Twin City Sentinel (بالإنجليزية), QID:Q7858135